# هونغ ينغ
هونغ ينغ (بالصينية: 虹影) (21 سبتمبر 1962، تشونغتشينغ في الصين)؛ كاتِبة وشاعرة صينية. درست في جامعة فودان.